# Швайгер, Дарья
Да́рья Шва́йгер (словен. Darja Švajger; род. 16 июня 1965, Марибор) − словенская певица, участница конкурсов «Евровидение» в 1995 и 1999 годах.

## Ранние годы
Увлечение музыкой сопровождало Дарью с самого детства. После окончания средней школы она поступила в музыкальный колледж и стала посещать художественные классы в австрийском городе Грац, где она училась классическому пению соло и джаза. Уже во время учёбы она начала выступать в качестве сольной вокалистки с различными группами и симфоническими оркестрами. С 1992 года принимала участие в нескольких проектах Словенского национального театра в Мариборе.

## Евровидение 1995
В 1995 году Дарье Швайгер выпала честь представлять Словению на конкурсе песни Евровидение 1995 в ирландском Дублине. Выступление Дарьи стало одним из самых успешных за всю историю участия страны на конкурсе Евровидение. Песня «Prisluhni mi» («Послушай меня») получила 84 балла и заняла 7 место из 23 участников.

## Евровидение 1999
В 1999 году участник Евровидения от Словении был выбран посредством телепроекта «EMA», организованного компанией РТВ Словения (RTV Slovenija). И снова Дарья Швайгер стала представителем страны на всеевропейском конкурсе с песней «For A Thousand Years» («На тысячу лет»). По итогам конкурса песня с 50 баллами финишировала на 11 месте.

## Настоящее время
Дарья Швайгер является участницей многочисленных музыкальных мероприятий, проводимых в Словении. В 2011 году она входила в состав профессионального жюри на национальном отборе песни «EMA 2011». С осени 2011 года Дарья занимает аналогичную должность на телепроекте «Миссия — Евровидение» (Misija Evrovizija).